# Campionato europeo di hockey su slittino 2011
Il III Campionato europeo di hockey su slittino si è svolto a Sollefteå, Svezia, tra il 12 e il 20 febbraio 2011
Dieci le formazioni iscritte:  Rep. Ceca  Estonia  Germania  Regno Unito  Italia  Paesi Bassi  Norvegia  Polonia  Russia e  Svezia. Due di queste, Russia e Paesi Bassi, sono all'esordio europeo.

## Formula
Le squadre sono state suddivise in due gironi da cinque. Al termine del girone, le squadre ultime classificate disputano la finale per il 9º posto; le squadre classificate al terzo e quarto posto disputano le semifinali per il quinto posto; le squadre classificate ai primi due posti giocano invece le semifinali per le medaglie.

## Gironi

### Girone A
| Sollefteå 12 febbraio 2011, ore 17.00 | Germania | 10 – 0 (4:0; 4:0; 2:0) referto | Paesi Bassi | Niphallen |

| Sollefteå 12 febbraio 2011, ore 20.30 | Norvegia | 5 – 2 (2:0; 2:1; 1:1) referto | Estonia | Niphallen |

| Sollefteå 13 febbraio 2011, ore 17.00 | Regno Unito | 1 – 0 (1:0; 0:0; 0:0) referto | Paesi Bassi | Niphallen |

| Sollefteå 14 febbraio 2011, ore 10.00 | Germania | 3 – 4 d.r. (2:1; 1:0; 0-2; 0:0; 0:1) referto | Estonia | Niphallen |

| Sollefteå 14 febbraio 2011, ore 13.30 | Norvegia | 21 – 0 (7:0; 6:0; 8:0) referto | Regno Unito | Niphallen |

| Sollefteå 15 febbraio 2011, ore 10.00 | Norvegia | 14 – 0 (7:0; 2:0; 5:0) referto | Paesi Bassi | Niphallen |

| Sollefteå 16 febbraio 2011, ore 10.00 | Estonia | 6 – 0 (4:0; 0:0; 2:0) referto | Paesi Bassi | Niphallen |

| Sollefteå 16 febbraio 2011, ore 13.30 | Germania | 20 – 0 (8:0; 7:0; 5:0) referto | Regno Unito | Niphallen |

| Sollefteå 17 febbraio 2011, ore 10.00 | Germania | 1 – 4 (1:1; 0:1; 0:2) referto | Norvegia | Niphallen |

| Sollefteå 17 febbraio 2011, ore 13.30 | Estonia | 15 – 0 (5:0; 4:0; 6:0) referto | Regno Unito | Niphallen |

#### Classifica
| Squadra     | P.ti | G | V | VOT | SOT | S | RF | RS | DR  |
| ----------- | ---- | - | - | --- | --- | - | -- | -- | --- |
| Norvegia    | 12   | 4 | 4 | 0   | 0   | 0 | 44 | 3  | +41 |
| Estonia     | 8    | 4 | 2 | 1   | 0   | 1 | 27 | 8  | +19 |
| Germania    | 7    | 4 | 2 | 0   | 1   | 1 | 34 | 8  | +26 |
| Regno Unito | 3    | 4 | 1 | 0   | 0   | 3 | 1  | 56 | -55 |
| Paesi Bassi | 0    | 4 | 0 | 0   | 0   | 4 | 0  | 31 | -31 |

### Girone B
| Sollefteå 12 febbraio 2011, ore 10.00 | Italia | 3 – 0 (1:0; 1:0; 1:0) referto | Russia | Niphallen |

| Sollefteå 12 febbraio 2011, ore 13.30 | Rep. Ceca | 7 – 0 (4:0; 2:0; 1:0) referto | Svezia | Niphallen |

| Sollefteå 13 febbraio 2011, ore 20.30 | Polonia | 2 – 4 (0:2; 1:0; 1:2) referto | Russia | Niphallen |

| Sollefteå 14 febbraio 2011, ore 17.00 | Italia | 1 – 0 d.t.s. (0:0; 0:0; 0:0; 1:0) referto | Svezia | Niphallen |

| Sollefteå 14 febbraio 2011, ore 20.30 | Polonia | 1 – 3 (0:1; 0:1; 1:1) referto | Rep. Ceca | Niphallen |

| Sollefteå 15 febbraio 2011, ore 13.30 | Svezia | 2 – 0 (1:0; 1:0; 0:0) referto | Russia | Niphallen |

| Sollefteå 16 febbraio 2011, ore 17.00 | Rep. Ceca | 7 – 2 (4:0; 3:1; 0:1) referto | Russia | Niphallen |

| Sollefteå 16 febbraio 2011, ore 20.30 | Italia | 5 – 2 (2:0; 3:2; 0:0) referto | Polonia | Niphallen |

| Sollefteå 17 febbraio 2011, ore 17.00 | Rep. Ceca | 3 – 0 (2:0; 0:0; 1:0) referto | Italia | Niphallen |

| Sollefteå 17 febbraio 2011, ore 20.30 | Svezia | 7 – 2 (2:1; 2:0; 3:1) referto | Polonia | Niphallen |

#### Classifica
| Squadra   | P.ti | G | V | VOT | SOT | S | RF | RS | DR  |
| --------- | ---- | - | - | --- | --- | - | -- | -- | --- |
| Rep. Ceca | 12   | 4 | 4 | 0   | 0   | 0 | 20 | 3  | +17 |
| Italia    | 8    | 4 | 2 | 1   | 0   | 1 | 9  | 5  | +4  |
| Svezia    | 7    | 4 | 2 | 0   | 1   | 1 | 9  | 10 | -1  |
| Russia    | 3    | 4 | 1 | 0   | 0   | 3 | 6  | 14 | -8  |
| Polonia   | 0    | 4 | 0 | 0   | 0   | 4 | 7  | 19 | -12 |

## Seconda fase

### Finale per il 9º posto
La gara per il nono posto è stata giocata tra le due squadre ultime classificate.
| Sollefteå 18 febbraio 2011, ore 17.00 | Paesi Bassi | 0 – 2 (0:0; 0:1; 0;1) referto | Polonia | Niphallen |

### Torneo di classificazione dal 5º all'8º posto
Nelle semifinali, la terza classificata di ogni girone ha sfidato la quarta dell'altro. Le vincenti delle semifinali hanno disputato la finale per il 5º posto, le perdenti quella per il 7°.
|  | Semifinali 5º/8º posto | Semifinali 5º/8º posto | Semifinali 5º/8º posto |        |          | Finale 5º/6º posto | Finale 5º/6º posto | Finale 5º/6º posto |  |
|  |                        |                        |                        |        |          |                    |                    |                    |  |
|  | Germania               | Germania               | 4                      |        |          |                    |                    |                    |  |
|  | Germania               | Germania               | 4                      |        |          |                    |                    |                    |  |
|  | Russia                 | Russia                 | 0                      |        |          |                    |                    |                    |  |
|  | Russia                 | Russia                 | 0                      |        | Germania | Germania           | 1                  |                    |  |
|  |                        |                        |                        |        | Germania | Germania           | 1                  |                    |  |
|  |                        |                        | Svezia                 | Svezia | 5        |                    |                    |                    |  |
|  | Svezia                 | Svezia                 | Svezia                 | Svezia | 5        | 23                 |                    |                    |  |
|  | Svezia                 | Svezia                 |                        |        |          | 23                 |                    |                    |  |
|  | Regno Unito            | Regno Unito            | 0                      |        |          | Finale 7º/8º posto | Finale 7º/8º posto | Finale 7º/8º posto |  |
|  | Regno Unito            | Regno Unito            | 0                      |        |          |                    |                    |                    |  |
|  |                        |                        |                        |        |          |                    |                    |                    |  |
|  |                        |                        |                        |        |          | Russia             | Russia             | 7                  |  |
|  |                        |                        |                        |        |          | Russia             | Russia             | 7                  |  |
|  |                        |                        |                        |        |          | Regno Unito        | Regno Unito        | 1                  |  |

#### Semifinali
| Sollefteå 19 febbraio 2011, ore 10.00 | Germania | 4 – 0 (2:0; 1:0; 1:0) referto | Russia | Niphallen |

| Sollefteå 19 febbraio 2011, ore 13.30 | Svezia | 23 – 0 (9:0; 9:0; 5:0) referto | Regno Unito | Niphallen |

#### Finale 7º posto
| Sollefteå 19 febbraio 2011, ore 10.00 | Regno Unito | 1 – 7 (0:0; 0:4; 1:3) referto | Russia | Niphallen |

#### Finale 5º posto
| Sollefteå 19 febbraio 2011, ore 10.00 | Germania | 1 – 5 (1:1; 0:1; 0:3) referto | Svezia | Niphallen |

### Torneo per le medaglie
Nelle semifinali, la prima classificata di ogni girone ha sfidato la seconda dell'altro. Le vincenti delle semifinali hanno disputato la finale per il 1º posto, le perdenti quella per il 3°. 
|  | Semifinali | Semifinali | Semifinali |           |        | Finale          | Finale          | Finale          |  |
|  |            |            |            |           |        |                 |                 |                 |  |
|  | Norvegia   | Norvegia   | 1          |           |        |                 |                 |                 |  |
|  | Norvegia   | Norvegia   | 1          |           |        |                 |                 |                 |  |
|  | Italia     | Italia     | 2          |           |        |                 |                 |                 |  |
|  | Italia     | Italia     | 2          |           | Italia | Italia          | 2               |                 |  |
|  |            |            |            |           | Italia | Italia          | 2               |                 |  |
|  |            |            | Rep. Ceca  | Rep. Ceca | 0      |                 |                 |                 |  |
|  | Rep. Ceca  | Rep. Ceca  | Rep. Ceca  | Rep. Ceca | 0      | 1               |                 |                 |  |
|  | Rep. Ceca  | Rep. Ceca  |            |           |        | 1               |                 |                 |  |
|  | Estonia    | Estonia    | 0          |           |        | Finale 3º posto | Finale 3º posto | Finale 3º posto |  |
|  | Estonia    | Estonia    | 0          |           |        |                 |                 |                 |  |
|  |            |            |            |           |        |                 |                 |                 |  |
|  |            |            |            |           |        | Norvegia        | Norvegia        | 4               |  |
|  |            |            |            |           |        | Norvegia        | Norvegia        | 4               |  |
|  |            |            |            |           |        | Estonia         | Estonia         | 0               |  |

#### Semifinali
| Sollefteå 19 febbraio 2011, ore 17.00 | Norvegia | 1 – 2 (1:1; 0:0; 0:1) referto | Italia | Niphallen |

| Sollefteå 19 febbraio 2011, ore 20.30 | Rep. Ceca | 1 – 0 (0:0; 0:0; 1:0) referto | Estonia | Niphallen |

#### Finale 3º posto
| Sollefteå 20 febbraio 2011, ore 17.00 | Norvegia | 4 – 0 (2:0; 1:0; 1:0) referto | Estonia | Niphallen |

#### Finale
| Sollefteå 19 febbraio 2011, ore 10.00                              | Rep. Ceca | 0 – 2 (0:1; 0:0; 0:1) referto    | Italia | Niphallen |
| \| \| \| \| \| \| Marcatori \| 2.25 G. Leperdi 38.57 F. Planker \| |           |                                  |        |           |
|                                                                    |           |                                  |        |           |
|                                                                    | Marcatori | 2.25 G. Leperdi 38.57 F. Planker |        |           |

## Campione d'Europa
| Campione d'Europa 2011 |
| ---------------------- |
| ITALIA (Primo titolo)  |

## Classifica finale
| Pos.    | Squadra     |
| ------- | ----------- |
| Oro     | Italia      |
| Argento | Rep. Ceca   |
| Bronzo  | Norvegia    |
| 4       | Estonia     |
| 5       | Svezia      |
| 6       | Germania    |
| 7       | Russia      |
| 8       | Regno Unito |
| 9       | Polonia     |
| 10      | Paesi Bassi |